# DigiPen Institute of Technology
DigiPen Institute of Technology è un'università con sede centrale a Redmond, nello stato di Washington, che basa la sua attività educativa e formativa sull'informatica, in particolare sulla creazione di videogiochi.

## Storia
DigiPen fu fondata nel 1988 da Claude Comair a Vancouver e cambiò sede a Redmond a gennaio del 1998.
Nel maggio del 1996 lo State Higher Education Coordinating Board di Washington diede le licenze necessarie a DigiPen per creare e offrire educativamente il Bachelor of Science Degrees in Real-Time Interactive Simulation e l'Applied Arts Degree in 3D computer graphics / 3D Computer Animation. Questo fece di DigiPen la prima università nel mondo dedicata all'insegnamento della creazione di videogiochi.
Nel 2008 fu creato un nuovo campus a Singapore mentre nel 2010 si è inaugurato il campus di Bilbao.

## Educazione
DigiPen offre un grado di formazione di Simulazione Interattiva in Tempo Reale e un altro in Arti e Animazione. In paragone con un curriculum standard di informatica, gli studenti cominciano con un rigoroso corso di formazione sul linguaggio C, passando quindi alla programmazione a oggetti in C++, imparando in entrambi i casi, ad utilizzare GUI 2D su Windows, grafici in 3D e reti. Gli studenti potranno realizzare progetti, molti dei quali consisteranno nel progettare e costruire veicoli robotici. Vedranno tutti gli aspetti dello sviluppo, dalla programmazione in sé fino al design e il marketing.

## Studenti
DigiPen è l'unica istituzione di insegnamento i quali studenti sono stati nominati nel Independent Games Festival nelle categorie professionali. In più, gli studenti di DigiPen sono riusciti ad esibire progetti nella mostra del festival, numerose volte ogni anno, da quando esiste l'Independent Games Festival, con un totale di 24 premi ottenuti da 23 dei progetti presentati. In quantità di premi, le seguenti istituzioni riuscirono ad ottenere cinque, quattro e tre premi per i loro progetti di giochi presentati, in totale durante 6 anni.
Altri studenti partecipano in comitati come SAPR, il comitato di Relazioni Pubbliche di studenti di DigiPen, il comitato di Manutenzione del campus, il CEC. che organizza e promuove tornei di qualsiasi tipo, cicli di film ed altre attività.

## Student work (games)
Ogni anno, gli studenti di Simulazione Interattiva in Tempo Reale si organizzano in squadre da 4 a 8 membri. Gli studenti del diploma di Arte non devono lavorare obbligatoriamente nei progetti di videogiochi, però vengono ricompensati con crediti per partecipare ai progetti. I nuovi studenti di DigiPen lavorano con un ambiente di sviluppo integrato (IDE) chiamato FUNEditor per cominciare a sviluppare un videogioco con grafici 2D. Il secondo semestre sviluppano un videogioco basato su un testo usando quello che hanno imparato in quel semestre. Gli studenti che cominciano il secondo anno, nelle loro squadre di lavoro, sviluppano giochi di avventura grafica. Perciò, dal primo anno lo studente si mette in contatto con caratteristiche della creazione di videogiochi come il rendering 3D, e normalmente è il primo contatto reale con la fisica, intelligenza artificiale e lavoro in rete usato nei videogiochi. Negli anni successivi, quando acquistano più esperienza, hanno più controllo e libertà per creare l'arte e struttura del videogioco, permettendo agli studenti di centrarsi nella parte che più gli interessa del disegno di videogiochi.
I giochi sono proprietà di DigiPen e sono registrati.